# Луґувка
Луґувка (пол. Ługówka) — село в Польщі, у гміні Ґура-Кальварія Пясечинського повіту Мазовецького воєводства.
У 1975-1998 роках село належало до Варшавського воєводства.